# Zasnoubení

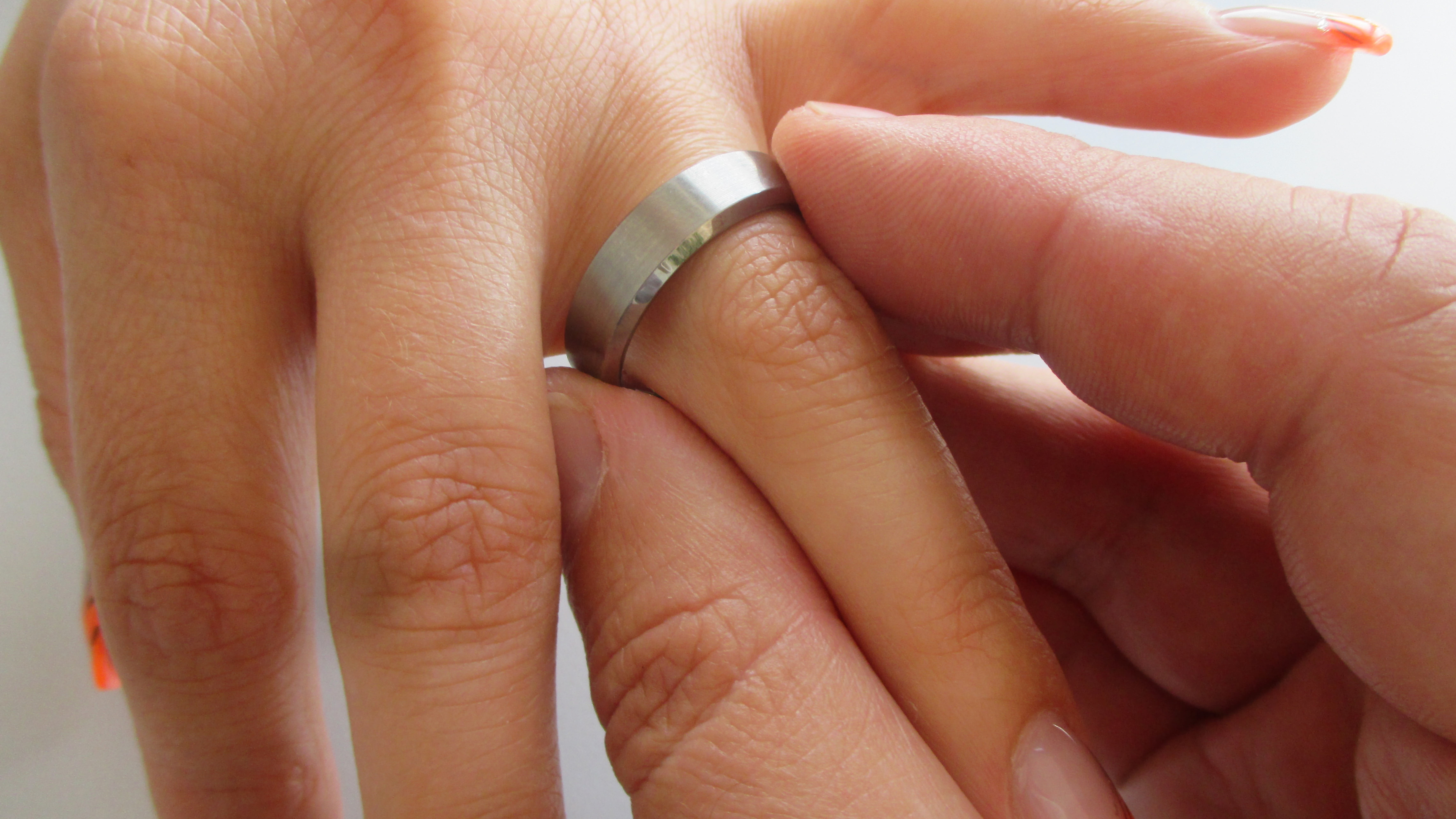
Žena a muž si vyměňují zásnubní prsteny

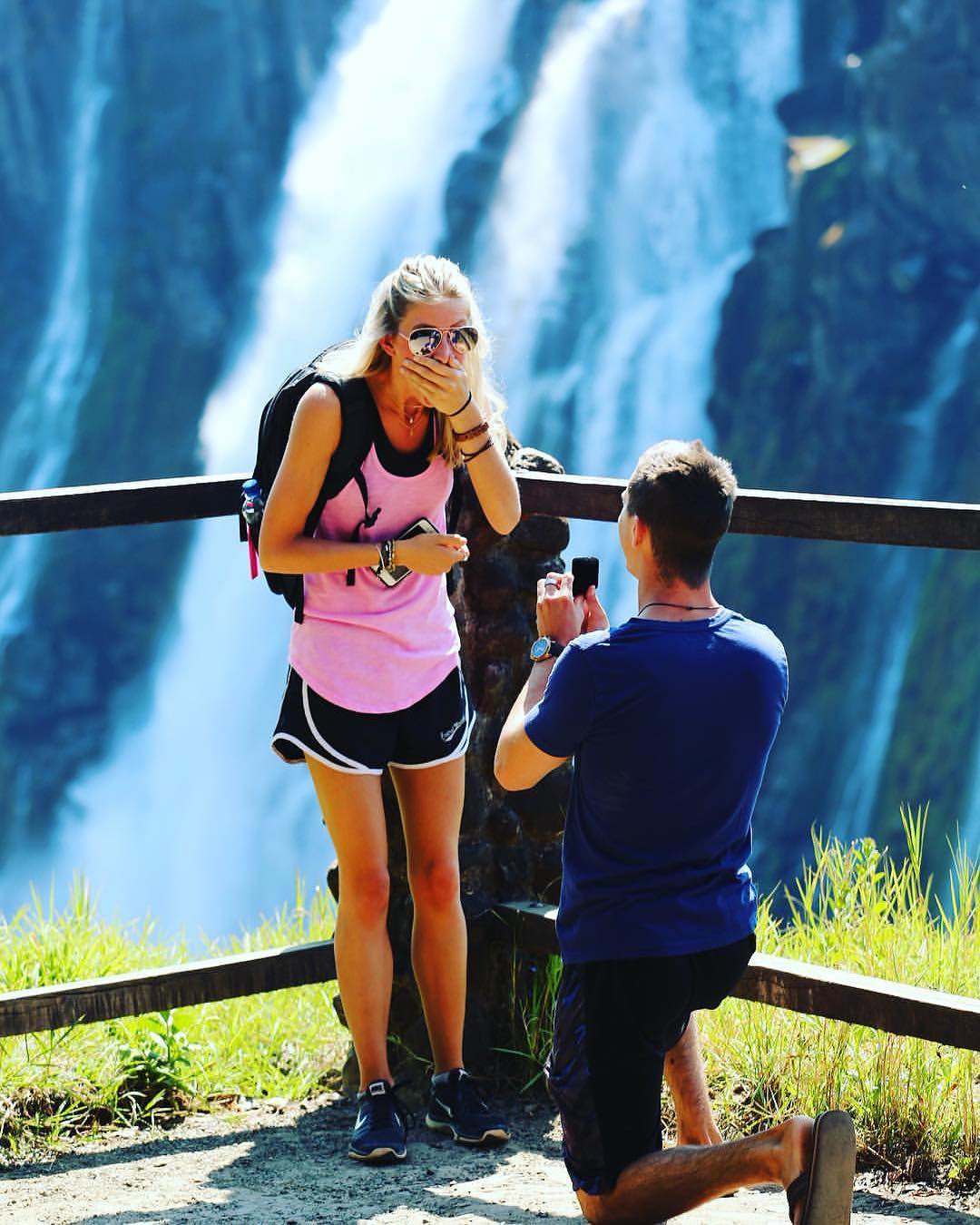
Muž žádá ženu o ruku

Zasnoubení (latinsky sponsalia) je slib dvou osob (snoubenci) o tom, že spolu vstoupí do manželství. Jde vlastně o určitou přípravnou fázi před uzavřením manželství, v České republice právně neupravenou. Upraveno je ale např. v kanonickém právu a zakládá překážku manželství „impedimentum publicae honestatis“.

## Vývoj zásnubních formalit v českých zemích
V českých zemích je pojem zásnub znám už od středověku, kdy se zasnubovali (a zásnuby též rušili) představitelé vládnoucích rodů. Ještě v první polovině dvacátého století měly zásnuby formu zásnubní hostiny. Ta byla intimnější než svatba. Oznámení zásnub se zpravidla nedělo v tisku, což je vidět z poměru zveřejněných zásnubních a svatebních oznámení. Zásnubní hostinu pořádali rodiče snoubenky. V současné době se výraz zasnoubení či zásnuby používá nejen pro takto formálně organizovanou slavnost, ale i tehdy, požádá-li muž o ruku ženu pouze v její společnosti a rodičům je zasnoubení oznámeno následně.

## Právní hledisko v českých zemích
Institut zasnoubení jako smlouvu o smlouvě budoucí znalo již římské právo (sponsalia sunt mentio et repromissio nuptiarum futurarum). Za právní institut zasnoubení považoval také obecný zákoník občanský z roku 1811, který však přesto výslovně stanovil: „Zasnoubení čili zatímní slib vstoupiti v manželství, nechť byl dán nebo přijat za jakýchkoliv okolností nebo podmínek, nezpůsobuje právního závazku, ani uzavříti manželství samo, ani plniti, co pro případ odstoupení bylo vymíněno.“ Tehdejší právní úprava nicméně s takovým slibem některé právní následky spojovala, např. právo snoubenky na věno a snoubence na výbavu od svých rodičů nebo možnost uzavřít svatební smlouvu a v případě zrušení zasnoubení právo na náhradu nezaviněné skutečné škody a právo požadovat zpět poskytnuté dary.
Pozdější české právní úpravy již zasnoubení jakožto právní institut neznaly. Zákon o právu rodinném z roku 1949 ještě používal pojem „snoubenci“, ale zákon o rodině z roku 1963 už muže a ženu, kteří chtěli uzavřít manželství, označoval jako „občany“. Zasnoubení se do českého práva vrátilo až roku 1998, avšak opět jen jako právně nezávazná dohoda o uzavření manželství. Obdobně zasnoubení pojímá i občanský zákoník, který roku 2014 zákon o rodině nahradil. Podle něj platí, že snoubenci jsou muž a žena, kteří spolu hodlají vstoupit do manželství. Zákon po snoubencích ale vyžaduje pouze to, aby před uzavřením manželství navzájem poznali svůj zdravotní stav a aby zvážili uspořádání budoucích majetkových poměrů a bydlení. I tato právní norma je ale jen deklaratorní, mající více morální rozměr než právní – její nedodržení totiž nemá na platnost manželství vliv. Je jí spíše zdůrazněn význam manželství ve smyslu životního společenství a zdravého prostředí pro založení rodiny. Zasnoubení tak sice nemá žádné právní následky, je právně nevynutitelné, přesto je jako předchozí dohoda předpokladem k tomu, aby k uzavření manželství následně došlo.